# تيم وينتون
تيم وينتون (بالإنجليزية: Tim Winton) (4 أغسطس 1960، برث في أستراليا)؛ كاتب، كاتب سيناريو، كاتب للأطفال وروائي أسترالي.

## روابط خارجية
- تيم وينتون على موقع IMDb (الإنجليزية)
- تيم وينتون على موقع الموسوعة البريطانية (الإنجليزية)
- تيم وينتون على موقع مونزينجر (الألمانية)
- تيم وينتون على موقع ألو سيني (الفرنسية)
- تيم وينتون على موقع أول موفي (الإنجليزية)
- تيم وينتون على موقع ديسكوغز (الإنجليزية)
- تيم وينتون على موقع قاعدة بيانات الفيلم (الإنجليزية)
- تيم وينتون على موقع كينوبويسك (الروسية)